# Cortaderia toetoe
Cortaderia toetoe är en gräsart som beskrevs av Victor Dmitrievich Zotov. Cortaderia toetoe ingår i släktet Cortaderia, och familjen gräs. Inga underarter finns listade i Catalogue of Life.